# غيتانيه كيبيدي
غيتانيه كيبيدي ((بالإنجليزية: Getaneh Kebede)‏؛ مواليد 2 أبريل 1992) هو لاعب كرة قدم إثيوبي يجيد اللعب كمهاجم لصالح المنتخب الإثيوبي ونادي جامعة بريتوريا الجنوب أفريقي معاراً من بيدفست ويتس.

## روابط خارجية
- غيتانيه كيبيدي على موقع قاعدة بيانات كرة القدم.إي يو (الإنجليزية)
- غيتانيه كيبيدي على موقع ناشيونال فوتبول تيمز (الإنجليزية)
- غيتانيه كيبيدي على موقع Soccerway.com (الإنجليزية)